# Scott Islands
Scott Islands är öar i Kanada.   De ligger i provinsen British Columbia, i den sydvästra delen av landet, 3 900 km väster om huvudstaden Ottawa. Ögruppen består av Lanz Island, Cox Island, Sartine Island, Beresfords Island, Triangle Island samt ett antal mindre öar.